# یوآن پولارد
یوآن پولارد (انگلیسی: Yoann Poulard؛ زادهٔ ۱ ژوئیهٔ ۱۹۷۶) بازیکن فوتبال اهل فرانسه است.
از باشگاه‌هایی که در آن بازی کرده‌است می‌توان به باشگاه فوتبال استاد برستوا ۲۹، باشگاه فوتبال نانت، باشگاه فوتبال آنژه، باشگاه فوتبال لو مان، و باشگاه فوتبال آژاکسیو اشاره کرد.